# Elezioni presidenziali nelle Comore del 2024
Le elezioni presidenziali nelle Comore del 2024 si sono tenute il 14 gennaio per eleggere la Presidenza del paese.
Esse hanno visto un’ulteriore vittoria del Presidente uscente Azali Assoumani, nonostante un’apparente affluenza estremamente bassa derivata dal boicottaggio politico (non figurante però nei dati, che risultano tra loro incongruenti), essendosi questo potuto ricandidare per un terzo mandato grazie all’esito positivo di referendum costituzionale nel 2018. 
Come nel 2019, anche in questo caso lo scrutinio e l’esito elettorale sono stati presto internamente contestati e, conseguentemente, seguiti da diversi giorni di rivolte che hanno costretto il Governo ad imporre un coprifuoco nazionale.

## Sistema elettorale
Per le elezioni presidenziali, la legge elettorale comoriana prevede l’applicazione di un sistema maggioritario a doppio turno. Qualora nessun candidato vinca al primo turno, un secondo turno di votazioni è dunque indetto tra i primi due candidati, vincendo quello che riesce ad ottenere maggior numero di suffragi.
Oltre a ciò, è previsto che i candidati siano obbligatoriamente:
- Cittadini comoriani di nascita;
- Abbiano almeno 35 anni il giorno delle elezioni;
- Abbiano risieduto sul territorio nazionale nei 12 mesi precedenti le elezioni.[5]

## Risultati
I risultati ivi riportati sono stati quelli pubblicati e validati ufficialmente dalla Corte Suprema del paese. Ciononostante, quest’ultimi presentano una grande discrepanza con quelli precedentemente comunicati, a scrutinio concluso, dalla Commissione nazionale elettorale indipendente (CENI), specie nell’affluenza. Per questo motivo, in ottica informativa e nell’ambito di una visione d’insieme, sono stati riassunti anche quest’ultimi all’interno della seguente nota esplicativa: . 
In ogni caso, tuttavia, tutte le fonti per entrambe le raccolte di dati si trovano nella sezione “Collegamenti esterni” della suddetta pagina.
| Azali Assoumani             | Convenzione per il Rinnovamento delle Comore | 99 541  | 57,02 |  |  |  |  |  |
| Salim Issa Abdillah         | Partito Juwa                                 | 19 325  | 11,07 |  |  |  |  |  |
| Mohamed Daoudou             | ORANGE                                       | 17 854  | 10,23 |  |  |  |  |  |
| Bourhane Hamidou            | Indipendente                                 | 17 569  | 10,06 |  |  |  |  |  |
| Mouigni Baraka Saïd Soilihi | RDCE                                         | 17 497  | 10,02 |  |  |  |  |  |
| Aboudou Soefou              | TSASI                                        | 2 796   | 1,60  |  |  |  |  |  |
| Totale                      | Totale                                       | 174 582 | 100   |  |  |  |  |  |
|                             |                                              |         |       |  |  |  |  |  |
| Voti non validi             | Voti non validi                              | 16 715  | 8,74  |  |  |  |  |  |
| Votanti                     | Votanti                                      | 191 297 | 56,44 |  |  |  |  |  |
| Elettori                    | Elettori                                     | 338 940 |       |  |  |  |  |  |